# Beata (Pian Camuno)

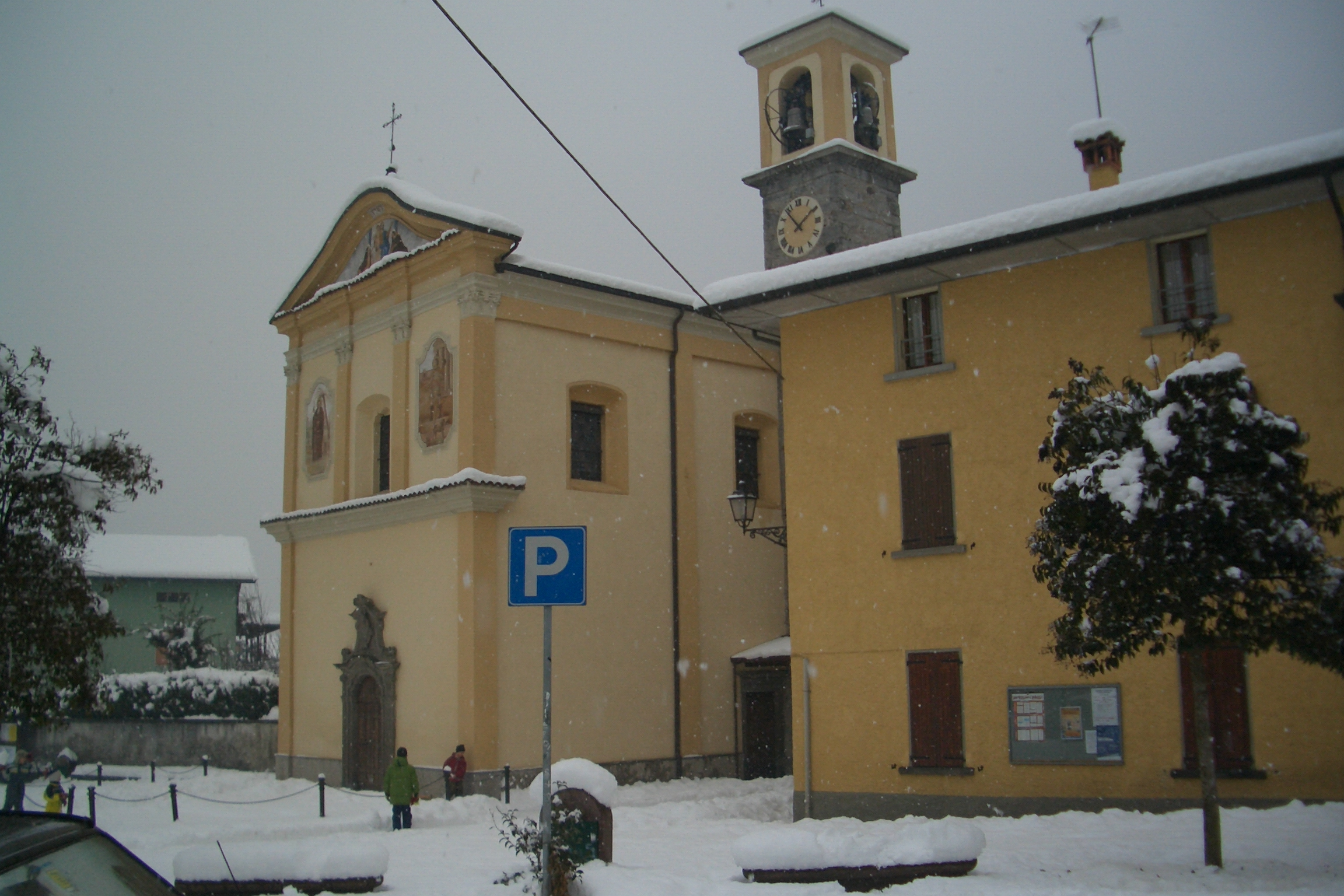
Panorama della Piazza Maria Ausiliatrice della Beata di Pian Camuno durante la nevicata del 27.01.2006

Beata (Biàda in dialetto camuno) è una frazione del comune di Pian Camuno, in bassa Val Camonica, provincia di Brescia.

## Geografia fisica

### Territorio
Beata è la frazione più popolata del Comune di Pian Camuno, tolto il capoluogo e arriva a contare più di mille abitanti. Geograficamente si trova sul lato più a sud del territorio comunale, sulla riva destra del torre Re di Gratacasolo, il quale la separa dall'omonimo abitato, frazione del Comune di Pisogne.
In base ai dati dedotti dall'Ufficio Anagrafe del Comune di Pian Camuno, la frazione al 31.12.2017 contava 1 366 abitanti (residenti) così suddivisi:
| Via                        | N ° abitanti |
| Via Alessandro Volta       | 86           |
| Via Castrino               | 46           |
| Via Dante Alighieri        | 118          |
| Via Dei Mulini             | 64           |
| Via Delle Stalle           | 61           |
| Via Don Giuseppe Crescini  | 68           |
| Via Francesco Petrarca     | 0            |
| Via Giacomo Leopardi       | 138          |
| Via Giosuè Carducci        | 52           |
| Via Giovanni Paolo Secondo | 40           |
| Via Giovanni Pascoli       | 13           |
| Vi Giovanni Verga          | 90           |
| Via Pagher                 | 121          |
| Via Razziche               | 22           |
| Via Torre Alta             | 146          |
| Via Valeriana              | 70           |
| Via Venticinque Aprile     | 176          |
| Via Vittorio Alfieri       | 37           |
| Via Dossi                  | 18           |

Si precisa che il calcolo è stato effettuato includendo tutte le vie che fanno riferimento al seggio elettorale della frazione di Beata. Pertanto sono incluse anche le strade della zona "Castrino", quindi la parte dell'abitato a valle della SP BS 1 sito sul versante orografico sinistro del Torrente Re di Gratacasolo direttamente confinante con la frazione Gratacasolo del Comune di Pisogne, oltre che con il piccolo centro abitato di via Pagher situato a valle della linea ferroviaria Brescia - Iseo - Edolo.

#### Arte rupestre
Così come per altri comuni limitrofi, il territorio boscato e le aree limitrofe sono state interessate dal rinvenimento di reperti preistorici: punte di frecce bifacciali in quarzo negli scavi di Montecampione, oggetti in selce, un’ascia levigata in una località nei pressi del Cimitero di Vissone; nella zona tra Solato e la Beata per estendersi a Gratacasolo di Pisogne si trova un’area fittamente boscata interrotta da rari affioramenti rocciosi nelle ere levigati dai ghiacciai che in epoca preistorica del Permiano hanno formato l’intera vallata Il Piano di Gestione del sito Unesco n.94 fornisce un elenco dei ritrovamenti effettuati in valle camonica relativamente a reperti preistorici; il Piano include nell’elenco, tra le zone di minor risonanza rispetto ai parchi riconosciuti ed istituiti, anche alcune località in territorio comunale di Pian Camuno.
Un cenno, nel contesto della Val Camonica, merita la componente significativa, tra quelle costituenti il patrimonio storico culturale del territorio di Pian Camuno, delle incisioni rupestri. Nel Comune di Pian Camuno, infatti, così come per altri comuni limitrofi, il territorio boscato e le aree limitrofe sono state interessate dal rinvenimento di reperti preistorici: punte di frecce bifacciali in quarzo negli scavi di Montecampione, oggetti in selce, un’ascia levigata in una località nei pressi del Cimitero di Vissone che potrebbero risalire al mesolitico in un’epoca compresa tra il sesto ed il nono millennio a.C.; nella zona tra Solato e la Beata per estendersi a Gratacasolo di Pisogne si trova un’area fittamente boscata interrotta da rari affioramenti rocciosi nelle ere levigati dai ghiacciai che in epoca preistorica del Permiano hanno formato l’intera vallata; su queste rocce, sulle quali si osservano le “coppelle”, buchi rotondi così denominati dagli studiosi, nel 2000-2001 il prof. Sansoni del Centro Camuno di Studi Preistorici, con i suoi Collaboratori, ha individuato un complesso rilevante di incisioni “cruciformi” fatte risalire all’età del bronzo e del ferro - I°-III° millennio a.C.- che sono andate ad arricchire l’imponente patrimonio di petroglifi della Valle Camonica. Tali ritrovamenti sono segnalati anche all’interno del Piano di Gestione del Sito dell’UNESCO n.94 (anno 2005) che prende in esame nel suo insieme il complesso delle rocce istoriate ritrovate in Vallecamonica

## Storia
Mentre il capoluogo, …. dove “topografia e toponomastica – nella parola Piano- in questo caso sono perfettamente coincidenti: la collocazione del paese nella piana alluvionale costituita dall’Oglio (alla base sud, lato sinistro del conoide di deiezione su cui sorge Artogne) che ha ristretto i limiti del lago di Iseo, proprio nel punto dove ha inizio la ripida costa montana che poi sale a dividere sul lato est la Valle Camonica dalla Valle Trompia” (Gaetano Panazza - Storia di Pian Camuno e delle sue Contrade di G. Pedersoli-Ed.Toroselle 2001) occupa tutto l’angolo all’estremo nordovest del territorio, l’angolo opposto a sud-ovest è occupato dalla frazione di Beata. La più probabile etimologia di quest’ultimo toponimo pare essere “Biada”(terra fertile di biade secondo Olivieri), “Beata Vergine” (nel culto secondo Guerrini), “Biviata” (da bivium per Dell’Orto e Veclani) dove appunto giungeva la strada antica che salendo a Solata e Fraine portava in Val Trompia e a Brescia e che poi al “Bivio” immetteva sulla Valeriana: questo punto costituiva capolinea della strada nei pressi della Torre qui edificata a guardia della stessa e punto di osservazione. Luogo, questo, che gli storici propendono a indicare come la zona dove nel 16 a.C. avvenne lo scontro tra le truppe romane discese dal Colle di S. Zeno e i Camuni che qui vennero sconfitti e soggiogati.
Nel 1676 il forno di fusione del ferro viene distrutto dal torrente che lo fiancheggia.
Nel 1698 Gregorio Brunelli la cita chiamandola Biada.

## Monumenti e luoghi d'interesse

### Architetture religiose

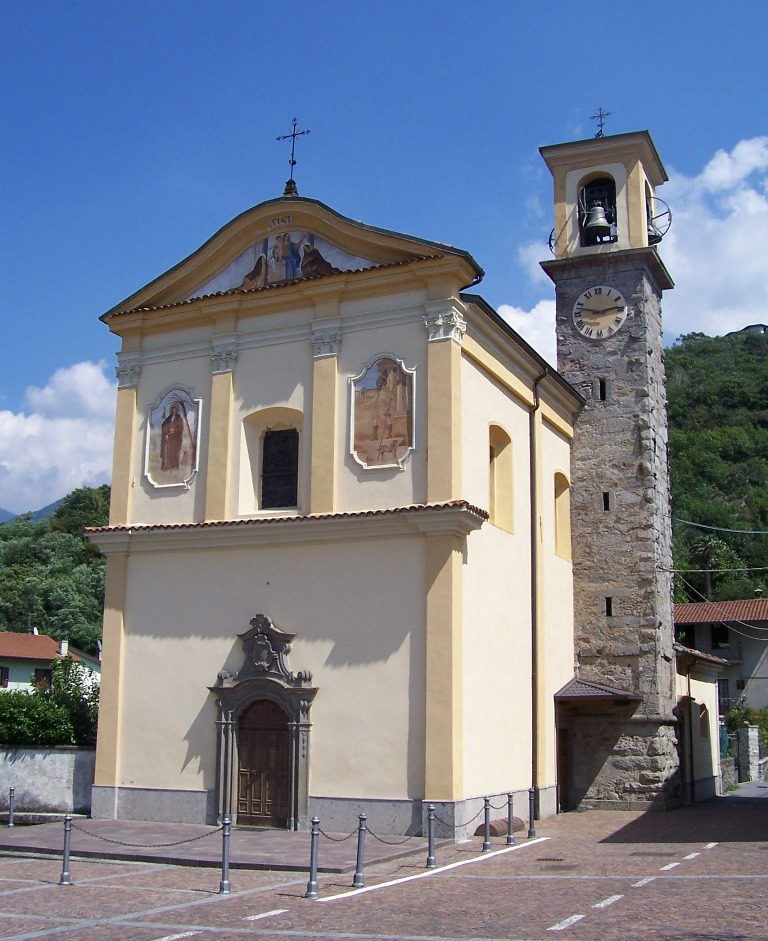
Chiesa del patrocinio di Maria - Beata - Pian Camuno

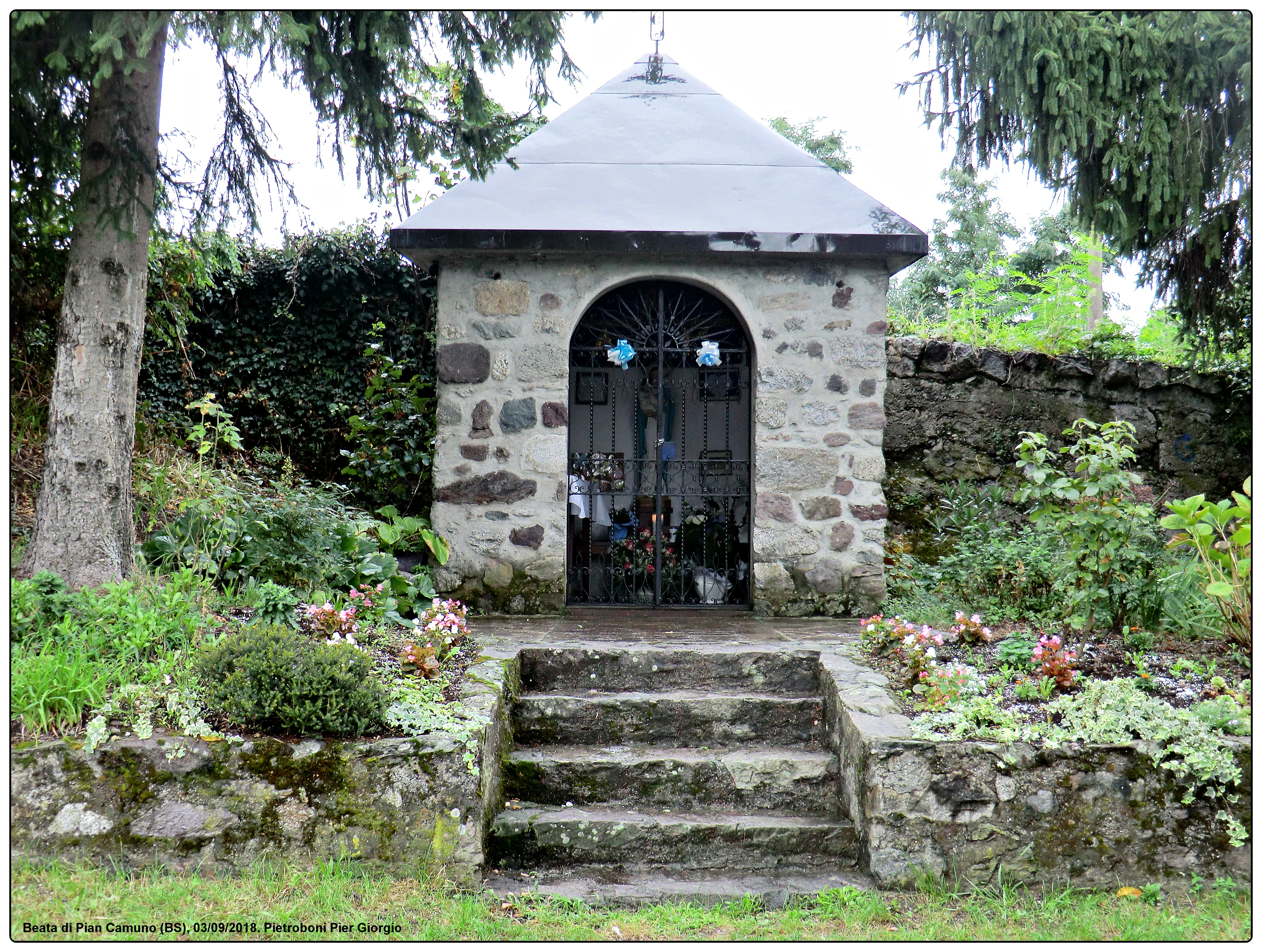
Santella dedicata alla Madonna sita all'incrocio tra via Torre Alta e via dei Mulini alla frazione Beata di Pian Camuno. All'interno vi è la statua della Madonna che viene portata in processione durante la festa patronale

- Santella dedicata alla Madonna sita all'incrocio tra via Torre Alta e via dei Mulini alla frazione Beata di Pian Camuno. All'interno vi è la statua della Madonna che viene portata in processione durante la festa patronaleChiesa del Patrocinio della Beata Vergine Maria: eretta dai terrazzani nel 1747, è stata la chiesa parrocchiale fino al 3 aprile del 2011, data di inaugurazione della Chiesa della Santa Famiglia,  eretta all'incrocio tra via Dante Alighieri e via Papa Giovanni Paolo II. La Chiesa parrocchiale del Patrocinio di Maria, sorta nel 1747 secondo Rosa e Sina a Parrocchia della contrada, oggi frazione Beata di Pian Camuno, su un progetto conservato nell’Archivio Vescovile recante la data del 1739 restaurata dal parroco nel 1943, con rifacimento del pavimento in marmo bianco e rosso e ripristino dell’altare secondo lo schema originale delle colonnine. Non essendo la chiesa più sufficiente a contenere i fedeli, si intende costruirne una nuova su un’area fin dal 1983 designata e messa a disposizione dal Comune.[3][4]
- Chiesa della Santa Famiglia, chiesa sussidiaria, è anticipata da un sagrato recintato e piantumato; presenta una facciata a capanna, denotata dalla copertura a due falde che caratterizza l'accesso con un porticato. le murature sono poligonali con inserti vetrati, mentre l'interno è a navata centrale poligonale, con presbiterio frontale.
- Edicole sacre - Quattro Santelle in frazione Beata, delle quali una posta all’angolo tra la Strada provinciale Prima e la via Carducci, la seconda sulla via Valeriana nei pressi del Cimitero, la terza nella piazza Centrale Maria Ausiliatrice e antistante la Parrocchiale dedicata alla Madonna e la quarta tra la via Leopardi e la Via Torre Alta. In frazione Beata, si trova pure un Crocefisso situato lungo la via D. Alighieri, all’incrocio con via Torre Alta;

### Architetture militari

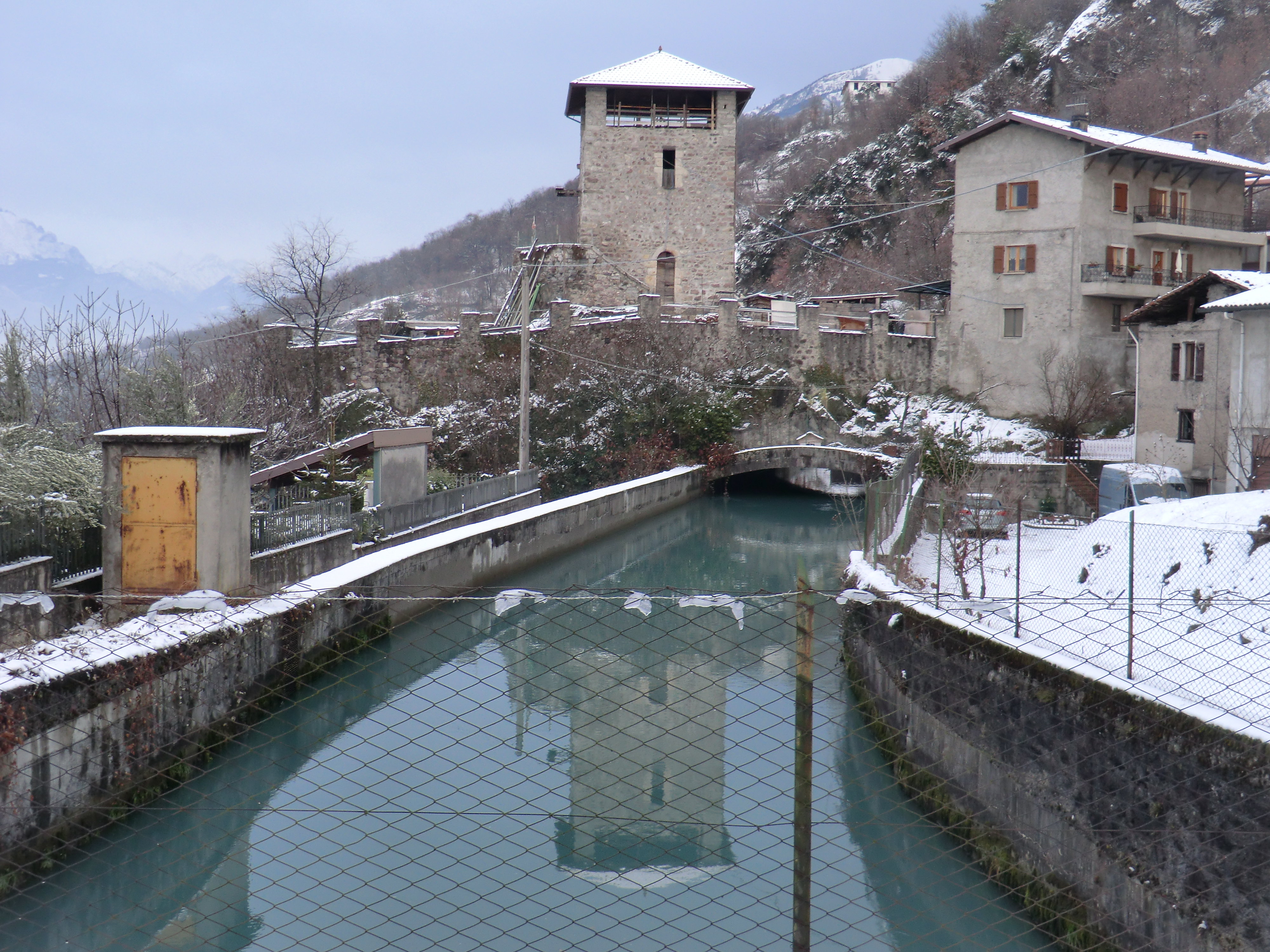
La Torre Alta vista dal canale idroelettrico

In cima al paese sorge una torre medievale denominata Torre Alta. La Torre Alta di Pian Camuno è una costruzione di avvistamento e difesa, posta su piccolo rilievo dominante, ed ha un angolo di visuale che spazia dal lago di Iseo a sud, fino a Darfo,  a nord, con dominio su tutta la pianura sottostante. La torre, monumento di “bellicosi passati secoli” (Maironi da Ponte) è conosciuta da molti storici anche come la torre di Gratacasolo che, con Beata, ha seguito le vicende della storia, ivi inclusa l’alluvione che un tempo ha distrutto entrambe. Rifatta nella parte superiore, conserva nelle sue pietre e nei suoi conci i tratti architettonici originali.

## Società

### Tradizioni e folclore
Gli scütüm sono nei dialetti camuni dei soprannomi o nomiglioli, a volte personali, altre indicanti tratti caratteristici di una comunità. Quello che contraddistingue gli abitanti della Beata è Gadètoi.
È tradizione che Beata e Piano (Pian Camuno) formassero un tempo un unico paese, e che fosse stato distrutto da un'inondazione.